# تأملات في دنيا الله (كتاب)
كتاب تأملات في دنيا الله هو كتاب من تأليف الدكتور مصطفى محمود يتحدث فيه عن فزورة الجمال وسر الحب، كما يقرأ أسرار الأرض والمريخ وحركات النجوم والكواكب الأخرى، وأسرار تحول البشر من أقصى العاطفة إلى أقصى المادية وبالعكس كالأرض في دورانها.

## مقتطفات من الكتاب
- «الله في الماضي كان يوقظ خلقه بالرسل والأنبياء.... واليوم هو يوقظهم بالكوارث والزلازل والأعاصير والسيول... فاذا لم تجد معهم تلك النذر شيئا ألقى بهم إلى المجازر والحروب يأكل بعضهم بعضا ويفني بعضهم البعض»[2]
- «ولأن الفن سلاح قاتل، فلا يصح أن يكون حرا حرية مطلقة وحرية الفنان وحرية الفن دعاوي غير صحيحة، فالفنان حر مسئول محاسب، وكحامل أي سلاح يمكن أن تسحب منه رخصة استعماله إذا اساء هذا الاستعمال. وإذا كان الفنان يطالبنا بأن نحميه، فالجمهور القارئ والمشاهد لهم هم الاخرون حق الحماية من الإسفاف الذي يعرض عليه»
- “الإنسان داخله نهر من الأفكار والمشاعر، متجدد، متدفق بغير حدود، نهر من الأسرار..غير مكشوف لأحد سواه هو..ولاشيء يبدو من هذا النهر من خارجه..”

## وصلات خارجية
- فيديو حلقات الدكتور مصطفى محمود.
- مدونة الدكتور مصطفى محمود.
- «كان نائماً في سكينة تامة لم يستيقظ منها»: ابنة مصطفى محمود لـ«العربية.نت»: العالم الكبير رحل في هدوء، العربية نت، 31 أكتوبر 2009.
- صفحة مصطفى محمود على موقع أبجد
- صفحة اقتباسات مصطفى محمود على موقع أبجد
- صفحة باسم الدكتور رائعة على الفيس بوك
- الفيلم الوثائقي العالم والايمان على اليوتيوب
- محمود تحميل كتب الدكتور مصطفى محمود كاملة pdf